# Pamianthe
Pamianthe es un género  de plantas herbáceas, perennes y bulbosas perteneciente a la familia Amaryllidaceae. El género comprende tres especies.
Es originaria del oeste de Sudamérica.

## Taxonomía
El género fue descrito por Otto Stapf y publicado en The Gardeners' Chronicle & Agricultural Gazette ser. 3. 93: 106. 1933.

## Especies
- Pamianthe cardenasii
- Pamianthe parviflora
- Pamianthe peruviana